# María Mercedes (canción)
«María Mercedes» es una canción compuesta por Viviana Pímstein & Paco Navarrete e interpretada en 1992 por la cantante y actriz mexicana Thalía, para la telenovela del mismo nombre protagonizada por la misma Thalía y Arturo Peniche. La letra de la canción resume la trama de la telenovela. Esta canción apareció en el álbum Love y alcanzó la posición número diez en la Ciudad de México.

## Video
El video comienza con María Mercedes vendiendo billetes de lotería Thalía comienza a cantar y ahí se ve algunas partes de la telenovela.
Luego María Mercedes (Thalía, con un vestido rojo) presenta a sus hermanos y padre, baila con Jorge Luis y Santiago y con todo el público que la ve, también están Malvina, Digna y Mística quienes ignoran a "La Billetera", demostrando su antagonismo. El video concluye con Thalía diciendo "si señor" y la gente aplaudiendo.